# Lichtenau (Saxônia)
Lichtenau é um município da Alemanha, situado no distrito de  Mittelsachsen, no estado da Saxônia. Tem 48,95 km² de área, e sua população em 2019 foi estimada em 7.076 habitantes.